# Liu Xiu
Liu Xiu (15 de enero 5 a. C. - 29 de marzo 57, Luoyang) fue un emperador chino que restableció la dinastía Han después del interludio de la dinastía Xin (9–25 d. C.) creada por el usurpador Wang Mang. Su nombre póstumo fue Kuang-wu ti o Guang Wu Di. Reinó en el periodo 25-57.

## Historia interna
Liu Xiu demostró sus dotes estratégicas dirigiendo un destacamento a las órdenes de su primo y antecesor Liu Xuan. Sucedió a éste, siendo el primer emperador de la segunda dinastía Han, o Han Oriental. Consiguió la adhesión de los mercaderes y grandes propietarios, que temían a los Cejas Rojas, pero esta fuerza revolucionaria desapareció con la misma rapidez con la que había surgido, siendo sometida en el año 27. En adelante solo tuvo que luchar con sus iguales, en una guerra civil que duró hasta el año 36. Su principal arma fue la ambición,pues mientras sus adversarios solo buscaban la independencia regional y el poder local, actuando a la defensiva, él actuó siempre a la ofensiva.
La guerra civil produjo el agotamiento del imperio y la disminución de la población a 21 millones. Se desarrolló principalmente en el norte y centro de China, lo que reforzó la emigración hacia el sur, ya iniciada durante las inundaciones ocurridas en el reinado de Wang Mang, llegando a Yunnan, Annam y Tongking, zonas donde la soberanía china era meramente nominal.

## Amenazas externas
El imperio chino tuvo en general un desarrollo pacífico bajo Liu Xiu, después de la guerra civil, pero en el año 48 se produjo la división en la confederación xiongnu, acogiéndose las tribus del sur a la protección china ante la amenaza de otros pueblos nómadas, como los xianbei y los wuhuan.
Por un lado fueron bien acogidos, pues se esperaba afianzar con ellos las fronteras, pero por otro, causaron problemas con su estilo de vida nómada. Por otra parte, los xiongnu del norte, que seguían siendo hostiles, consiguieron mantener cierta influencia en las estepas mongolas.